# Menemen (Izmir)

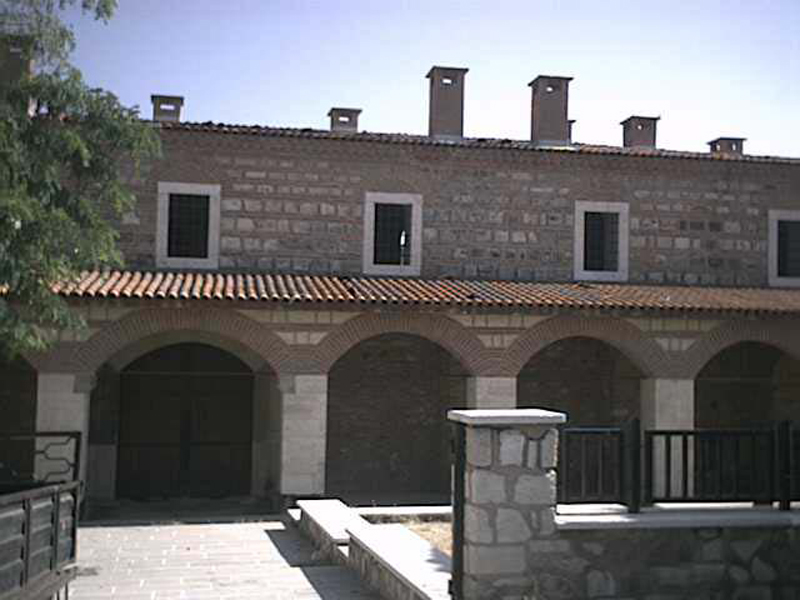
Taşhan Karawanserei

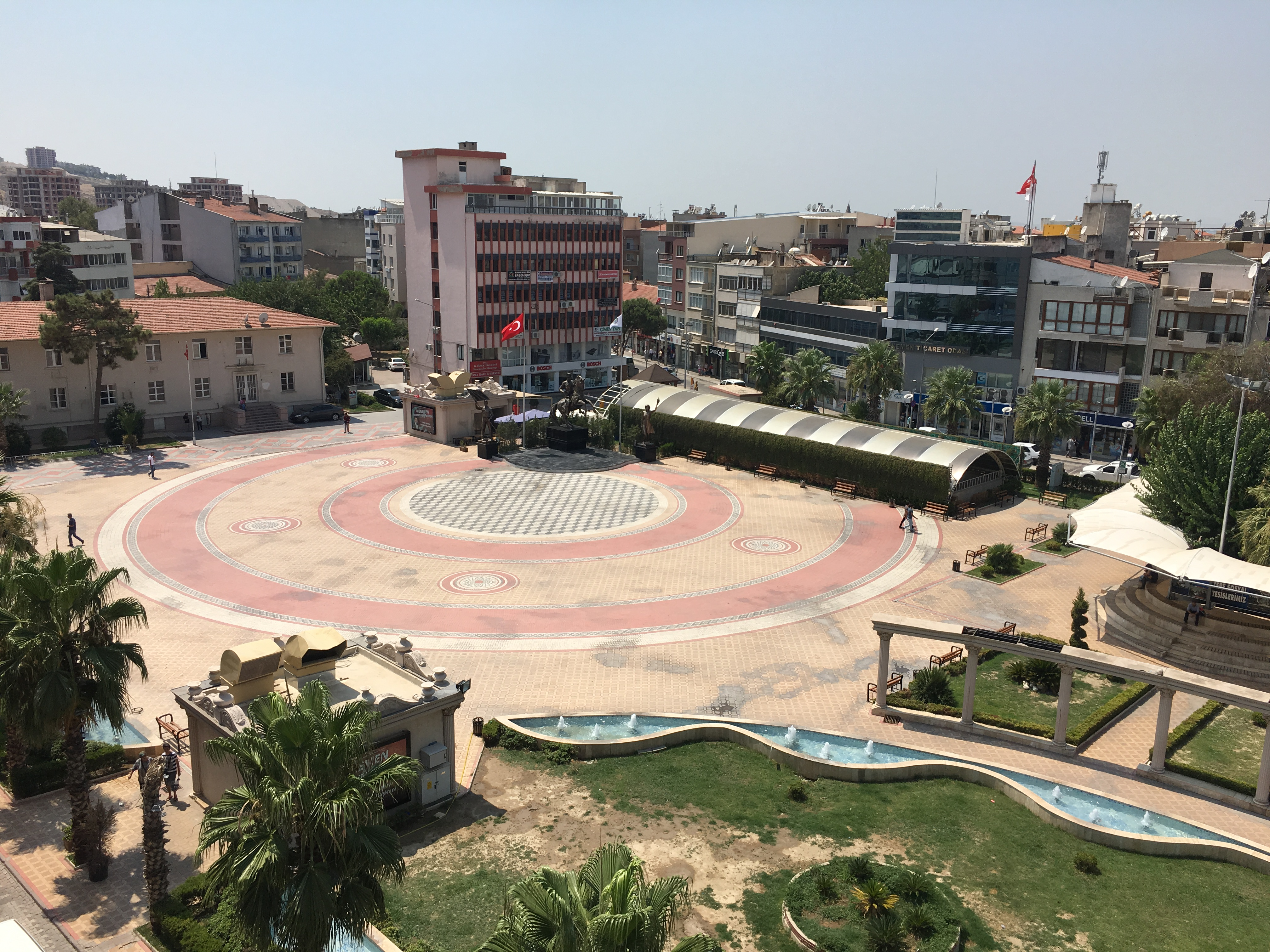
Menemen

Menemen ist eine Stadtgemeinde (Belediye) im gleichnamigen Ilçe (Landkreis) der Provinz Izmir in der türkischen Ägäisregion und gleichzeitig ein Stadtbezirk der 1984 gebildeten Büyükşehir belediyesi İzmir (Großstadtgemeinde/Metropolprovinz). Seit der Gebietsreform ab 2013 ist die Gemeinde flächen- und einwohnermäßig identisch mit dem Landkreis.

## Geografie
Der Landkreis/Stadtbezirk liegt im nördlichen Zentrum der Provinz. Er grenzt im Nordwesten an Foça und Aliağa, im Osten an die Provinz Manisa und im Süden an Bornova, Karşıyaka und Çiğli. Die westliche Grenze bildet die Küste zum Golf von Izmir (İzmir Körfezi). Dort liegen große Salzabbauflächen, in denen zahlreiche Vögel, vor allem Flamingos brüten. Das Gebiet wird Vogelparadies (İzmir Kuş Cenneti) genannt und zieht sich nach Südosten bis in den Landkreis Çiğli. Die Stadt Menemen liegt am linken Ufer des Flusses Gediz.

## Verwaltung
Der Kreis (bzw. Kaza als Vorgänger) bestand schon vor Gründung der Türkischen Republik (1923). Zur ersten Volkszählung 1927 wies er eine Einwohnerschaft von 27.934 (auf 857 km² Fläche) in 49 Dörfern auf, 9.513 Einw. davon im Verwaltungssitz.
(Bis) Ende 2012 bestand der Landkreis aus der Kreisstadt und 20 Dörfern (Köy) in zwei Bucaks, die während der Verwaltungsreform 2013/2014 in Mahalle (Stadtviertel/Ortsteile) überführt wurden. Die 45 Mahalle der Kreisstadt blieben unverändert erhalten. Durch die Herabstufung zu Mahalle stieg deren Zahl auf 65 an. Ihnen steht ein Muhtar als oberster Beamter vor.
Ende 2020 lebten durchschnittlich 2.864 Menschen in jedem Mahalle, 30 Ağustos Mah. (17.437), Kasımpaşa Mah. (15.258), Uğur Mumcu Mah. (14.594), İstiklal Mah. (12.051) und İsmet İnönü Mah. (11.889 Einw.) waren die bevölkerungsreichsten davon.

## Geschichte
Menemen wird erstmals im 13. oder 14. Jahrhundert von Georgios Pachymeres erwähnt, der schreibt, dass die Tourkoi in das Mainomenou kampos gezogen seien, was Aschikpaschazade in seinem Geschichtswerk mit Menemen Owasi, also Ebene von Menemen, übersetzt. Das Gebiet war unter saruchanidischer Herrschaft, bis es in der Regierungszeit von Sultan Murad I. (1319–1389) zum Osmanischen Reich kam. Bis zum Bevölkerungsaustausch nach dem Vertrag von Lausanne von 1923 lebten in der Stadt mehrheitlich Griechen (4.683 Griechen, 3.606 Muslime), während im Bezirk die Muslime in der Überzahl waren (17.261 Muslime, 7.195 Griechen).
In der Republik bekannt wurde der Ort, als hier der türkische Lehrer und Reserveoffizier Mustafa Fehmi Kubilay von islamischen Fanatikern ermordet wurde, was als Kubilay-Ereignis oder Menemen-Ereignis im kollektiven Gedächtnis der Gesellschaft verblieb.

## Sehenswürdigkeiten
Im Stadtgebiet von Menemen liegt der osmanische Komplex um die Karawanserei Taşhan aus dem 16./17. Jahrhundert mit Bedesten, Grabbauten und zwei Moscheen.
Auch eine Statue zum Gedenken an Mustafa Fehmi Kubilay steht hier.

## Persönlichkeiten
- Alev Alatlı (1944–2024), Ökonomin, Philosophin, Kolumnistin und Schriftstellerin
- İlyas Çakmak (* 1988), Fußballspieler
- İsmail Dinler (* 1984), Fußballspieler
- Attila İlhan (1925–2005), Schriftsteller
- Mustafa Fehmi Kubilay (1906–1930), Lehrer und Reserveoffizier, 1930 in Menemen geköpft
- Çağlar Söyüncü (* 1996), Fußballspieler